# Aptesis jejunator
Aptesis jejunator är en stekelart som först beskrevs av Johann Ludwig Christian Gravenhorst 1807.  Aptesis jejunator ingår i släktet Aptesis och familjen brokparasitsteklar. Arten är reproducerande i Sverige. Inga underarter finns listade.